# Verlag für wirtschaftliche Informationen
Der Verlag für wirtschaftliche Informationen war ein Verlag in Ost-Berlin von 1946 bis 1951.

## Geschichte
Im Juni 1946 erhielt Wilhelm Orschel eine Lizenz für die Gründung des Verlags für wirtschaftliche Informationen durch die Sowjetische Militäradministration. Er gab dort die Neuen Nachrichten für Außenhandel in Zusammenarbeit mit dem Deutschen Institut für Wirtschaftsforschung, der Forschungsstelle für den Handel und dem Statistischen Zentralamt heraus. Der Sitz des Verlags war zunächst in der Neustädtischen Kirchstraße 3 in Berlin-Mitte (Ost-Berlin), kurz danach in der Französischen Straße 32 (wo auch der Aufbau Verlag saß).
1947 gründete Wilhelm Orschel außerdem eine Wirtschaftsfirma in West-Berlin mit vier Geschäftspartnern. Seit 1948 kam es zu Schwierigkeiten mit den Ost-Berliner Behörden nach dem wirtschaftlichen Auseinandergehen der beiden Stadthälften. 1951 wurde der Verlag unter Treuhandverwaltung gestellt und kurz danach aufgelöst.

## Publikationen
Im Verlag für wirtschaftliche Informationen erschienen
Zeitungen
- Neue Nachrichten für Außenhandel, 1946–1947, Tageszeitung ? (Nachfolger von Nachrichten für Außenhandel, 1931–1945)[3]
- Nachrichten für Außenhandel, 1947–1951

Bücher
Nur eine Buchveröffentlichung bekannt
- Konrad Mellerowicz, Funke: Grundfragen und Technik der Betriebsabrechnung (= Deutsche Monographien, 1), 1949

## Weitere Entwicklung
Wilhelm Orschel ging nach Köln, wo die Nachrichten für Außenhandel seit 1953 weiter erschienen.
Von etwa 1972 bis 2020 gab es einen Orschel Verlag für wirtschaftliche Informationen  GmbH in Köln.